# Syddjurs kommun
Syddjurs kommun (danska: Syddjurs Kommune) är en kommun i Region Mittjylland i västra Danmark. Kommunen omfattar ett område på den södra delen av halvön Djursland, på östra sidan av Jylland. Den har en yta på 696,34 km² och hade 41 003 invånare (2007). Centralort och största tätort är staden Ebeltoft. Kommunen gränsar i norr till Norddjurs kommun, i nordväst till Randers kommun, i väster till Favrskov kommun och i sydväst till Århus kommun. 

## Administrativ historik
Syddjurs kommun bildades i samband med kommunreformen 2007 genom en sammanslagning av de fyra kommunerna Ebeltoft, Midtdjurs, Rosenholm och Rønde.

### Vapen för tidigare kommuner inom den nuvarande kommunen

Ebeltofts kommun (1938–2006)
Midtdjurs kommun (1986–2006)
Rosenholms kommun (1979–2006)
Rønde kommun (1973–2006)

## Geografi och natur
Omkring 40 % av befolkningen bor i tätorterna Ebeltoft, Hornslet och Rønde. Ytterligare 30 % bor i mindre tätorter samt 30 % bor på landsbygden.
I kommunen finns flera skyddade områden, inte minst nationalpark Mols Bjerge.

## Ekonomi
Kommunen har en stor utpendling till framförallt Århus kommun. Turism är en viktig sektor. I kommunen ligger bland annat Djurs sommerland och Ree Park Safari.
Från Ebelstoft finns färjeförbindelse med Sjællands Odde på Själland. Primærrute 15 och 21 går genom kommunen.

## Politik

### Borgmästare
- Vilfred Friborg Hansen, 1 januari 2007–31 december 2009
- Kirstine Bille, 1 januari 2010–31 december 2013
- Claus Wistoft, Venstre, 1 januari 2014–31 december 2017
- Ole Bollesen, 1 januari 2018–31 december 2021
- Michael Stegger Jensen, 1 januari 2022–

Denna lista hämtas från Wikidata. Informationen kan ändras där.

## Tätorter
I Hjørrings kommun finns 22 tätorter (danska: byområder):
- Balle (del av)
- Ebeltoft (centralort)
- Egsmark
- Feldballe
- Følle Strand
- Grønfeld
- Hornslet
- Knebel
- Kolind
- Lime
- Mørke
- Nimtofte
- Pindstrup
- Rodskov
- Ryomgård
- Rønde
- Søby
- Thorsager
- Tirstrup
- Tved
- Ugelbølle
- Vrinners

Orterna Dråby, Egsmark, Følle och Hyllested har tidigare räknats som tätorter men uppfyller inte längre kriterierna.

## Bilder

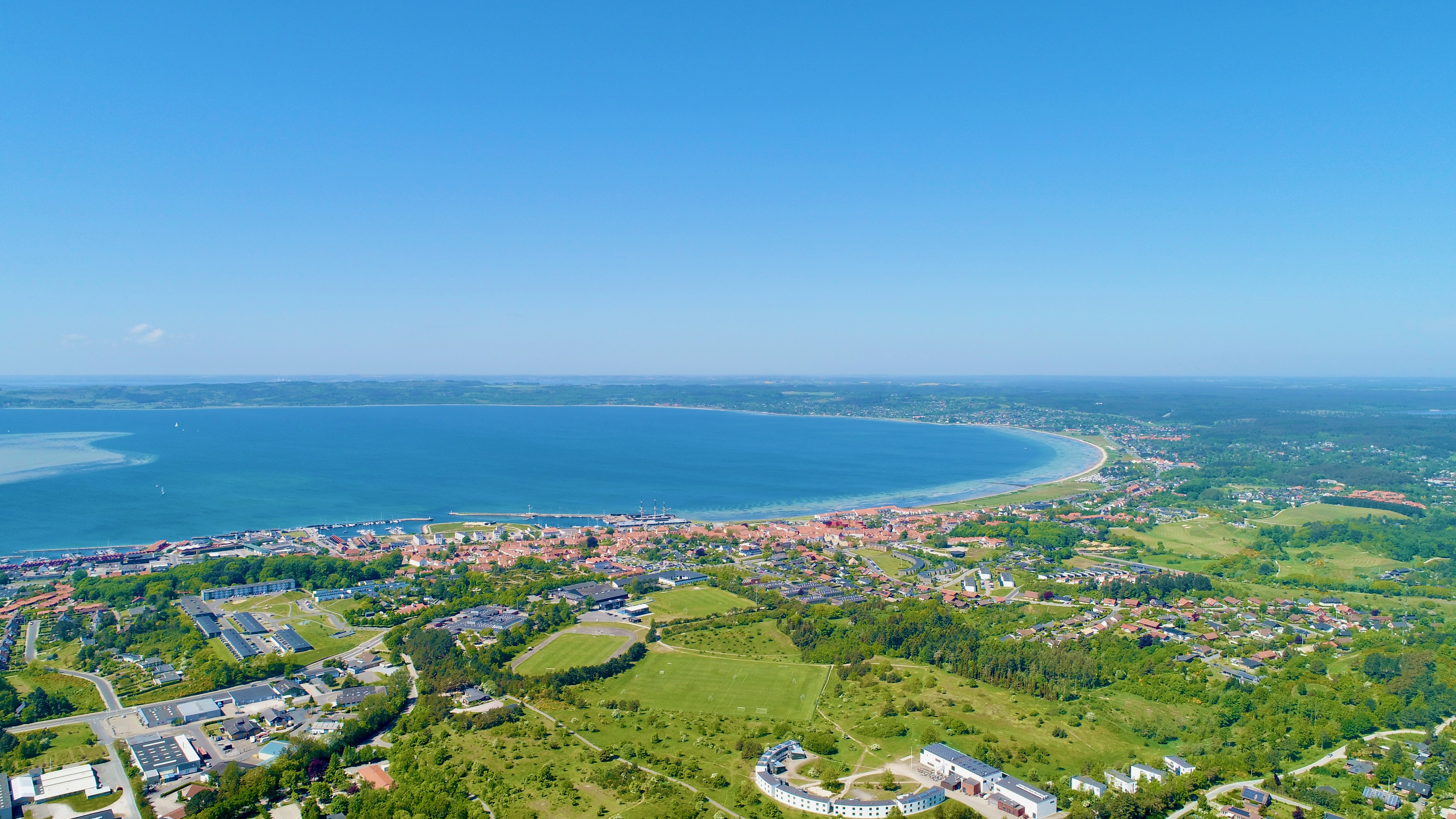
Ebeltoft.
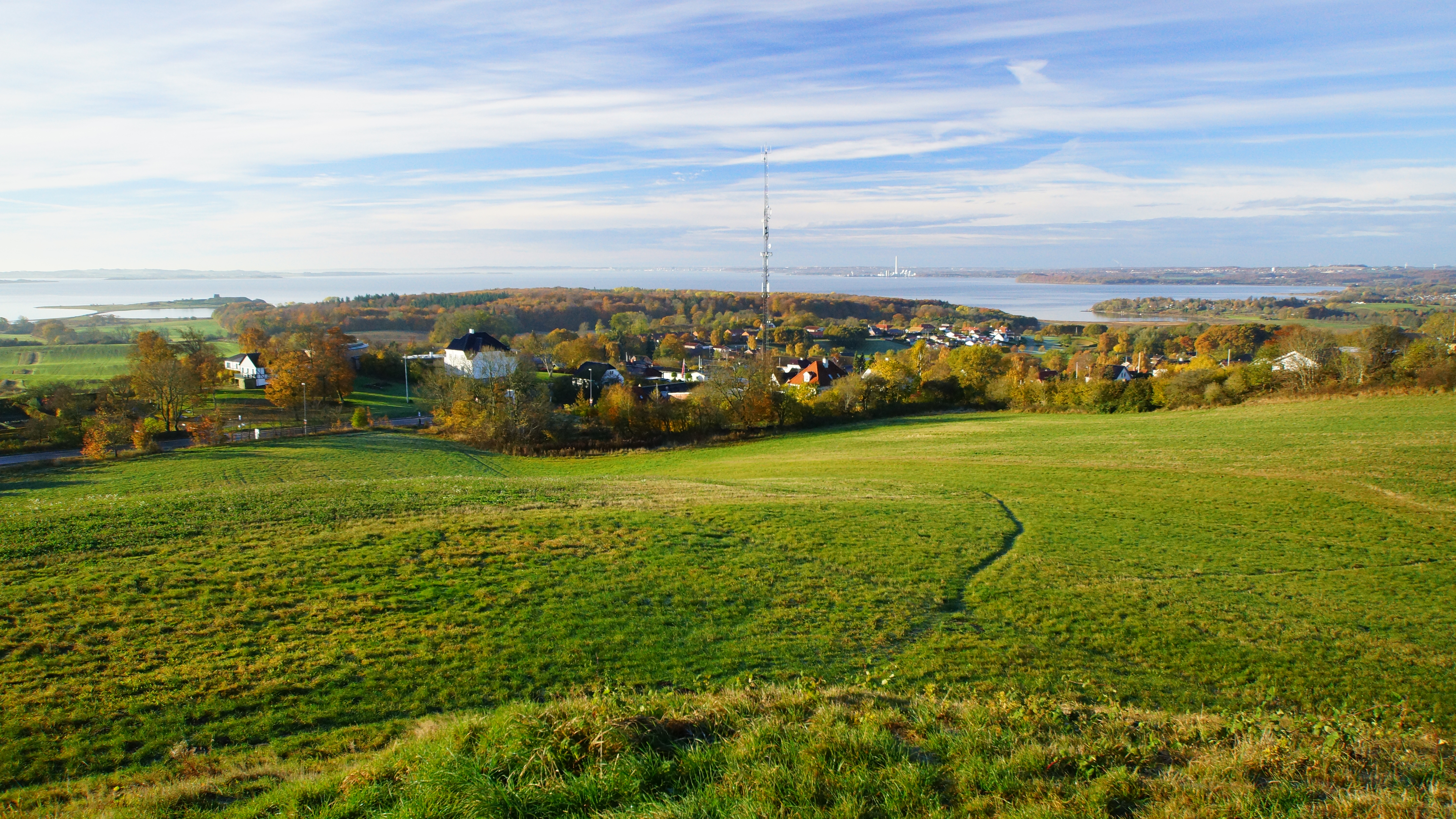
Rønde.